# Recent Patents on Anti-Cancer Drug Discovery
Recent Patents on Anti-Cancer Drug Discovery, abgekürzt Recent Patents Anti-Canc. Drug Discov., ist eine wissenschaftliche Fachzeitschrift, die vom Bentham-Science-Verlag veröffentlicht wird. Die Zeitschrift erscheint mit drei Ausgaben im Jahr. Es werden Arbeiten veröffentlicht, die sich mit Neuentwicklungen von onkologischen Arzneimitteln beschäftigen.
Der Impact Factor lag im Jahr 2015 bei 3,533. Nach der Statistik des ISI Web of Knowledge wird das Journal mit diesem Impact Factor in der Kategorie Pharmakologie und Pharmazie an 35. Stelle von 254 Zeitschriften und in der Kategorie Onkologie an 76. Stelle von 213 Zeitschriften geführt.